# Hîlkî, Korsun-Șevcenkivskîi
Hîlkî (în ucraineană Хильки) este un sat în comuna Komarivka din raionul Korsun-Șevcenkivskîi, regiunea Cerkasî, Ucraina.

## Demografie
Componența lingvistică a localității Hîlkî
     Ucraineană (100%)
Conform recensământului din 2001, toată populația localității Hîlkî era vorbitoare de ucraineană (100%).